# OK Go
Gli OK Go sono un gruppo alternative rock statunitense nato nel 1998 a Chicago, fortemente influenzato da band come Fugazi, Clash, Buzzcocks e Ramones. Sono noti soprattutto per i loro bizzarri e curatissimi videoclip.

## Storia del gruppo
La band si forma nel 1998 a Chicago: all'inizio ci sono il chitarrista Andrew Duncan, il bassista Tim Nordwind e il batterista Dan Konopka. Poi Damian Kulash (voce e chitarra) si trasferisce da Washington a Chicago e qui incontra i tre futuri compagni di band. Alla fine dell'anno nascono gli OK Go. Nonostante avessero inciso solo poche demo, la band riscuote successo in piccoli concerti e canzoni e in breve tempo, grandi major iniziano a disputarsi la band.
Agli inizi del 2002, la band realizza due EP che riscuotono successo tra il pubblico e nell'estate dell'anno stesso esce il loro disco omonimo d'esordio, edito dalla Capitol, e il singolo Get Over It scala le classifiche statunitensi ed europee. Ma il loro successo in Europa, dilagherà con l'uscita di Oh No nell'agosto del 2005 (in Italia nel marzo 2006), e la loro fama pure con una serie di concerti in tutta Europa e videoclip stravaganti, capolavori di semplicità realizzati con pochissimo denaro (A Million Ways dove loro semplicemente ballano una coreografia a tempo di musica, è stato realizzato nel cortiletto dietro casa del leader della band Damian Kulash con appena 10 dollari). L'uscita di Oh No ha sancito l'uscita dalla band del chitarrista Andrew Duncan, sostituito da Andy Ross.
A gennaio 2010 è uscito Of The Blue Colour Of The Sky prodotto da Dave Fridmann. Il primo singolo estratto da tale album porta il titolo di WTF?.
A fine 2013 viene annunciato il nuovo disco, intitolato Hungry Ghost, uscito il 17 ottobre 2014. Il primo singolo estratto è The Writing's on the Wall, il cui video musicale è interamente realizzato utilizzando illusioni ottiche.

## Formazione
- Damian Kulash - voce, seconda chitarra (1998-)
- Andy Ross - prima chitarra, cori (2005-)
- Tim Nordwind - basso, cori (1998-)
- Dan Konopka - batteria (1998-)
- Andrew Duncan - prima chitarra, cori (1998-2005)

## Discografia

### Album in studio
- 2002 – OK Go
- 2005 – Oh No
- 2010 – Of the Blue Colour of the Sky
- 2014 – Hungry Ghosts
- 2025 – And The Adjacent Possible

### Singoli
- 2002 – Get Over It
- 2003 – Don't Ask Me
- 2005 – A Million Ways
- 2006 – Do What You Want
- 2006 – Oh Lately It's So Quiet; distribuito solo per il circuito radiofonico
- 2006 – Invincible; distribuito solo per il circuito radiofonico
- 2006 – Here It Goes Again, vincitore del YouTube Video Awards - sezione Most Creative 2006.
- 2010 – WTF?
- 2010 – This Too Shall Pass
- 2010 – End Love
- 2014 – The Writing's on the Wall
- 2014 - I Won't Let You Down